# Корнеліус Лотт Шир
Корнеліус Лотт Шир (англ. Cornelius Lott Shear; 1865—1956) — американський міколог і фітопатолог, працював старшим патологом у Бюро рослинництва Міністерства сільського господарства США.
Шир першим описав траву Bromus arizonicus. Шир був піонером у вивченні патогенних грибів, вивчав хвороби сільськогосподарських культур і розробляв заходи боротьби для економічно важливих культур, таких як журавлина, виноград і бавовник. Він відіграв ключову роль у створенні Американського фітопатологічного товариства, заснованого в 1908 році.